# Златен лъв (награда)
„Златен лъв“ е българска награда за цялостен принос на издадена книга, която се присъжда от Асоциация „Българска книга“.
В номинацията участват журналисти, отразили в медиите новите книги. Критериите, по които се оценяват, са полиграфическо изпълнение, качество на текста и принос към националната култура.
За първи път наградата е била присъдена през 1996 г. До 2012 г. носи името „Бронзов лъв“.

## Носители на наградата
Забележка: Информацията в таблицата е непълна.
| №  | Година | Номинации | Лауреати |
| -- | ------ | --- | --- |
| 1  | 1996   | | - Голямата награда „Бронзов лъв“ не се присъжда. |
| 2  | 1997   | | - ИК „ЕА“ – Плевен, за „Денонощен град“ на Кирил Кадийски. |
| 3  | 1998   | | - ИК „Нов Златорог“ за „Стихотворения“ на Франсоа Вийон. |
| 4  | 1999   | | - Голямата награда „Бронзов лъв“ – ИК „Литературен форум“ – „Борис Христов“ - Поощрения: - ИК „Български художник“ – „Римската цивилизация“ - ИК „Летера“ – албум „Старинен Пловдив“ - ИК „Дружество Гражданин“ – „Съзвездие от мигове“ – за цялостен библиофилски проект |
| 5  | 2000   | | - Голямата награда „Бронзов лъв“ – ИК „Леге артис“ – за книгите от поредицата „Безкрайна проза“: романа на Жорж Перек „Спящият човек“ и сборника с разкази на Пиер Буржад „Безсмъртната“ - Поощрения не се присъждат |
| 6  | 2001   | | - Сборникът „Коледна звезда“ е признат за най-добре издадена книга на Асоциацията на българските книгоиздатели - Поощрителни награди: - за поредицата речници на издателство „Колибри“, - за луксозното издание „София – 120 години столица“ на Академично издателство „Проф. Марин Дринов“ - за изисканото културологично изследване „Духът на лъва“ от Аксиния Джурова и Д. Икеда на издателство „Принцепс“ |
| 7  | 2002   | | - Голямата награда „Бронзов лъв“ и премия от 1000 лева – ИК „Жанет 45“ – Пловдив – за цялостен принос в издаването на съвременна българска литература. - Поощрения: - ИК „Агата-А“ – за поредицата „Punctum“, представяща големи фигури и идеи в изкуството на ХХ век. - ИК „Колибри“ – за книгата „Кадийски и Панайотов“ за предоставената възможност за творчески диалог между поезията и живописта. - ИК „Булвест 2000“ – за книгата „География на континентите и океаните“ за цялостна концепция, изпълнение и оригинална авторска идея за енциклопедично издание. |
| 8  | 2003   | | - Голямата награда „Бронзов лъв“ и премия от 1000 лева – Военно издателство за книгите „Освобождението на България“ на авторски колектив и „Българските ордени и медали“ на Тодор Петров за естетизация на документи и символи от историята на България. - Поощрения: - ИК „Наука и изкуство“ за поредицата осъвременени и поддържащи академичната традиция двуезични речници. - ИК „Колибри“ за „La rose des Balkans“ за привлекателно представяне на българската история за чужденци чрез текста на проф. Иван Илчев и превода на френски език. |
| 9  | 2004   | | - Голямата награда „Бронзов лъв“ и премия от 1000 лева – ИК „Колибри“ за библиотека „Амаркорд“ за цялостна концепция, изпълнение, принос, качество на текстовете, редакторска работа, преводи, постоянство. - Специални награди: - ИК „Факел експрес“ – за „Книжни квадратчета“ на Катя Паскалева – уникална бърза реакция за съхраняване творчеството на един голям творец - ИК „Нов български университет“ за албума „Васил Стоилов“ – впечатляващо представяне на един голям художник - Поощрения: - ИК „Парадокс“ и Университетско издателство „Св. Климент Охридски“ за „История на българската журналистика 1844 – 1877, 1878 – 1885“ от Георги Боршуков - ИК „Жанет 45“ и издателство „Факел“ за „Поражението“ от Константин Илиев - Издателство „Абагар“ за „Старобългарска литература. Енциклопедичен речник“ |
| 10 | 2005   | | - Голямата награда „Бронзов лъв“ за най-добре издадена книга – ИК „Колибри“ за книгите „Междено време“ на Иван Илчев, „История на киното“, т.2 на Тодор Андрейков и „Теория на литературата“ на Евгения Панчева, Амелия Личева и Миряна Янакиева – за продължаващ принос в представянето на български автори - Специална награда: ИК „Жанет 45“ за книгите „Градът или между Изтока и Запада“ на Йордан Велчев и „Приказки за Нил, Паган и Бияйна“ на Севда Севан – за оформление и полиграфическо изпълнение. - Поощрение: ИК „Сиби“ – за книгата „Българската адвокатура“ на П. Добчев – за оригиналност и качество на изданието. |
| 11 | 2006   | | - Голямата награда „Бронзов лъв“ за най-добре издадена книга – първото българско издание на германския епос „Песен за нибелунгите“, осъществено от изд. къща „Емас“ - За принос в националната култура с диплом е отличена „Книга за балета“ от Любомир Сагаев (изд. „Братя Сагаеви“) - За оригиналност на изданието са отличени три книги във футляр, представени от „Инк“: „Одисеята на Пенелопа“ от Маргарет Атууд, „Кратка история на мита“ от Карън Армстронг и „Тежестта“ от Джанет Уинтърсън - С диплом в категорията за качество на текста и полиграфическо оформление е награден новият превод на Шекспировата драма „Хамлет“, дело на проф. Александър Шурбанов и издаден от ИК „Просвета“ - За художествено оформление диплом е присъден на книгата „Опако дете“ от Виктор Самуилов (ИК „Жанет 45“) |
| 12 | 2007   | | - Голямата награда „Бронзов лъв“ се присъжда на издателство „Кибеа“ за книгата „Борис Георгиев от Варна“ на Пламена Димитрова-Рачева за замисъл, полиграфическо изпълнение, принос в българската култура и за популяризацията ѝ в чужбина, чрез версията на английски език. - Диплом за принос в националната култура и за високо полиграфическо изпълнение се присъжда на издателство „Летера“ за книгата „Култура и изкуство на праисторическа Тракия“ на проф. Васил Николов. - Диплом за осъществяване на оригинален авторски проект се присъжда на издателство „Прозорец“ за книгата „Инвентарна книга социализма“ на Яна Генова и Георги Господинов. - Диплом за принос в издаването на литература за деца се присъжда на издателство „Емас“ за книгата „Ерих Кестнер разказва“ на Ерих Кестнер. - Специален диплом на журито за илюстрации, текст и оформление се присъжда на издателство „Парадокс“ за книгата „Чичо Весо Облия“ на Ю Лъ (Юри Лазаров). |
| 13 | 2008   | - „Атлас на българските земи в европейската картографска традиция от ІІІ до ХІХ в.“ на издателство „Тангра ТанНакРа“ - „Коги бил на земи Дедо Господ“ на издателство „Агата А“ - „Шекспирови приказки“ на издателство „Емас“ | - Голямата награда – статуетка на бронзов лъв от скулптора Милко Добрев – е присъдена на „Атлас на българските земи в европейската картографска традиция от ІІІ до ХІХ в.“ на издателство „Тангра ТанНакРа“ |
| 14 | 2009   | | - Голямата награда „Бронзов лъв“ за най-добър цялостен издателски проект – на поредицата „Минало несвършено“, осъществена съвместно от издателство „Сиела Софт енд Паблишинг“ АД и Института за изследване на близкото минало - Голямата награда „Бронзов лъв“ за издателски проект с най-голяма обществена значимост: - За българско заглавие – „История на Народна република България“ – съвместен проект на издателство „Сиела Софт енд Паблишинг“ АД и Институт за изследване на близкото минало - За чуждестранно заглавие – „Атлас изправи рамене“ на Айн Ранд, съвместен проект на издателство „Изток-Запад“ и издателство „Мак“ |
| 15 | 2010   | | - Голямата награда „Бронзов лъв“ за най-добър цялостен издателски проект – поредицата „Европейски романтизъм“ издателство „Алтера“ - Голямата награда „Бронзов лъв“ за издателски проект с най-голяма обществена значимост – издателство „Тодор Нейков“ за книгата „Алиса в страната на чудесата“ с изключителните илюстрации на Ясен Гюзелев |
| 16 | 2011   | - Номинации за цялостен издателски проект - „Ти ме повика живот“ на Михаил Белчев (издателство „Дамян Яков“) - „Стойно ми, малай моме“ – 327 народни песни от Средна Западна България, на Светла Цветкова („Тип-топ прес“) - „Тракийските съкровища и Долината на тракийските царе“ на Павлина Илиева и Николай Генов („Хермес“) - „Българските земи в средновековната арабописмена картографска традиция (9 – 14 век)“ на проф. Стоянка Кендарова, проф. Атанас Стаматов, Димитър Стоименов („Тангра ТанНакРа“) - „Анини приказки“ от Стефан Цанев („ПроБук“) - „Българите и французите“ на авторски колектив („Тангра ТанНакРа“). | - Голямата награда „Бронзов лъв“ за цялостен издателски проект не е присъдена - Голямата награда „Бронзов лъв“ за издателски проект с най-голяма обществена значимост – „Енциклопедия България“ на издателство „Труд“ и БАН - специално отличие за принос към българската литература и книгите – на издателство „Жанет 45“ (за „Вселената на яйцето“ от Иван Теофилов и „Възвишение“ на Милен Русков) - специално отличие за принос към българската култура – на издателство „Хермес“ (за „Тракийските съкровища и Долината на тракийските царе“ – в памет на Георги Китов) |
| 17 | 2012   | | - Голямата награда „Бронзов лъв“ за най-добър цялостен издателски проект – на издателство „Дамян Яков“ за книгата „Царството на славяните“ от Мавро Орбини и на издателство „Емас“ за „Шах-наме“ на Абулгасем Фердоуси - Голямата награда „Бронзов лъв“ за издателски проект с най-голяма обществена значимост – издателство „Изток-Запад“ за две книги – „Великите трагедии“ на Уилям Шекспир в превод на проф. Александър Шурбанов и „Таралеж се жени“ – творби за деца от Яна Язова (1912 – 1974). |
| 18 | 2013   | | - Голямата награда „Златен лъв“ за най-добър цялостен издателски проект – на издателство „Абагар“ АД – Велико Търново и фондация „Чудомир“ – Казанлък за „Събрани съчинения“ в 6 тома на Чудомир - Голямата награда „Златен лъв“ за издателски проект с най-голяма обществена значимост – на издателство „Сиела“ за луксозното издание „1000 страници България“ с автори Румяна Николова и Николай Генов |
| 19 | 2014   | | - Голямата награда „Златен лъв“ за най-добър цялостен издателски проект – на издателство „Факел Експрес“ за „Избрани произведения“ на Даниил Хармс - Голямата награда „Златен лъв“ за издателски проект с най-голяма обществена значимост – на издателство „Хермес“ за романа „Калуна Каля“ от Георги Божинов |
| 20 | 2015   | | - Голямата награда „Златен лъв“ за най-добър цялостен издателски проект – на издателство „Просвета“ за „Българският буквар. 200 години в първи клас“ на Антон Стайков и Свобода Цекова - Голямата награда „Златен лъв“ за издателски проект с най-голяма обществена значимост – на издателство „Персей“ за поредицата „Световна класика“ |
| 21 | 2016   | | - Голямата награда „Златен лъв“ за най-добър цялостен издателски проект – на издателство „Жанет 45“ за детската книга „Весел, гъделичкащ смях“ от Маргарит Минков с художник Люба Халева - Голямата награда „Златен лъв“ за издателски проект с най-голяма обществена значимост – на издателство „Изток-Запад“ за цялостна издателска програма и значим принос към обществения и политически дебат в България чрез ценни издания от основополагащо значение за българската и новоевропейската култура |
| 22 | 2017   | | - Голямата награда „Златен лъв“ за най-добър цялостен издателски проект – на издателство „Жанет 45“ за детските книги „Топлото човече“ от Мая Дългъчева, „Весел гъделичкащ смях, част 2“ от Маргарит Минков и „Книгата на всички неща“ от Хюс Кайер - Голямата награда „Златен лъв“ за издателски проект с най-голяма обществена значимост – на издателство „Лист“ за поредицата „Детски шедьоври от велики писатели“ |
| 23 | 2018   | | - Голямата награда „Златен лъв“ за най-добър цялостен издателски проект – на издателство „Просвета“ за „1943. Антология за деца“ с редактори Румяна Пашалийска и Петър Величков - Голямата награда „Златен лъв“ за издателски проект с най-голяма обществена значимост – на издателство „Кралица Маб“ и департамент „Нова българистика“ на Нов български университет за поредицата „Детски шедьоври от велики писатели“ за поредицата „Литературата на НРБ: история и теория“ под общата редакция на Пламен Дойнов |
| 24 | 2019   | | - Голямата награда „Златен лъв“ за най-добър цялостен издателски проект – на издателство „Ентусиаст“ и Фондация „Културни перспективи“ за „Непозанатото дете“ от Е.Т.А. Хофман - Голямата награда „Златен лъв“ за издателски проект с най-голяма обществена значимост – на издателство „Егмонт“ за юбилейните издания на романите за Хари Потър с художник Любен Зидаров за майсторския и нетривиален подход към оформлението - Антинаграда за профанирането на българската литературна класика – на издателство „Византия“ за „Под игото на съвременен български език“ |
| 25 | 2020   | | - Голямата награда „Златен лъв“ за най-добър цялостен издателски проект – на издателството на Нов български университет за антологията „Сборник за народни умотворения (Научен и книжовен дял)“ в два тома - Голямата награда „Златен лъв“ за издателски проект с най-голяма обществена значимост – на издателство „Българска история“ за издаването на текстове от особена важност в областта на историческата реконструкция и запълването на ниши в българската историческа памет |
| 26 | 2021   | | - Голямата награда „Златен лъв“ за най-добър цялостен издателски проект – на издателство „Кибеа“ за „За архитектурата“ от Марк Витрувий Полион - Голямата награда „Златен лъв“ за издателски проект с най-голяма обществена значимост – на издателство „Точица“ за книгата „Един ден в музея“ на Тодор Петев, Зорница Христова и Сияна Захариева |
| 27 | 2022   | | - Голямата награда „Златен лъв“ за най-добър цялостен издателски проект – на издателство „Колибри“ за „Ад“ от Данте Алигиери - Голямата награда „Златен лъв“ за издателски проект с най-голяма обществена значимост – на издателство „Жанет 45“ за книгата „Оловна тишина“ на Ивайла Александрова |
| 28 | 2023   | | - Голямата награда „Златен лъв“ за най-добър цялостен издателски проект – на издателство „Изток-Запад“ за „Острови“ от Емилия Дворянова и Лиляна Дворянова - Голямата награда „Златен лъв“ за издателски проект с най-голяма обществена значимост – на Захари Карабашлиев за книгата „Рана, издание на издателство „Сиела“ |